# Chorisoneura parishi
Chorisoneura parishi es una especie de cucaracha del género Chorisoneura, familia Ectobiidae. Fue descrita científicamente por Rehn en 1918.
Habita en Panamá, Colombia, Venezuela, Guyana, Surinam, Guayana Francesa, Brasil y los Estados Unidos (Florida).